# Wartenberg (Baviera)
Wartenberg è un comune tedesco di 4 646 abitanti, situato nel land della Baviera.